# Leptotyphlops pembae
Leptotyphlops pembae là một loài rắn trong họ Leptotyphlopidae. Loài này được Loveridge mô tả khoa học đầu tiên năm 1941.